# Hase-Ems-Tour
Die Hase-Ems-Tour ist ein rund 265 km langer Radfernweg in Niedersachsen und Nordrhein-Westfalen. Die Tour verläuft meistens auf asphaltierten bzw. gepflasterten Wegen und Straßen, manchmal führt die Route auf unbefestigten Wald- und Feldwegen. Abschnittsweise verläuft sie entlang der Hase bzw. der Ems, teilweise entfernt sie sich von diesen Flüssen.

## Verlauf

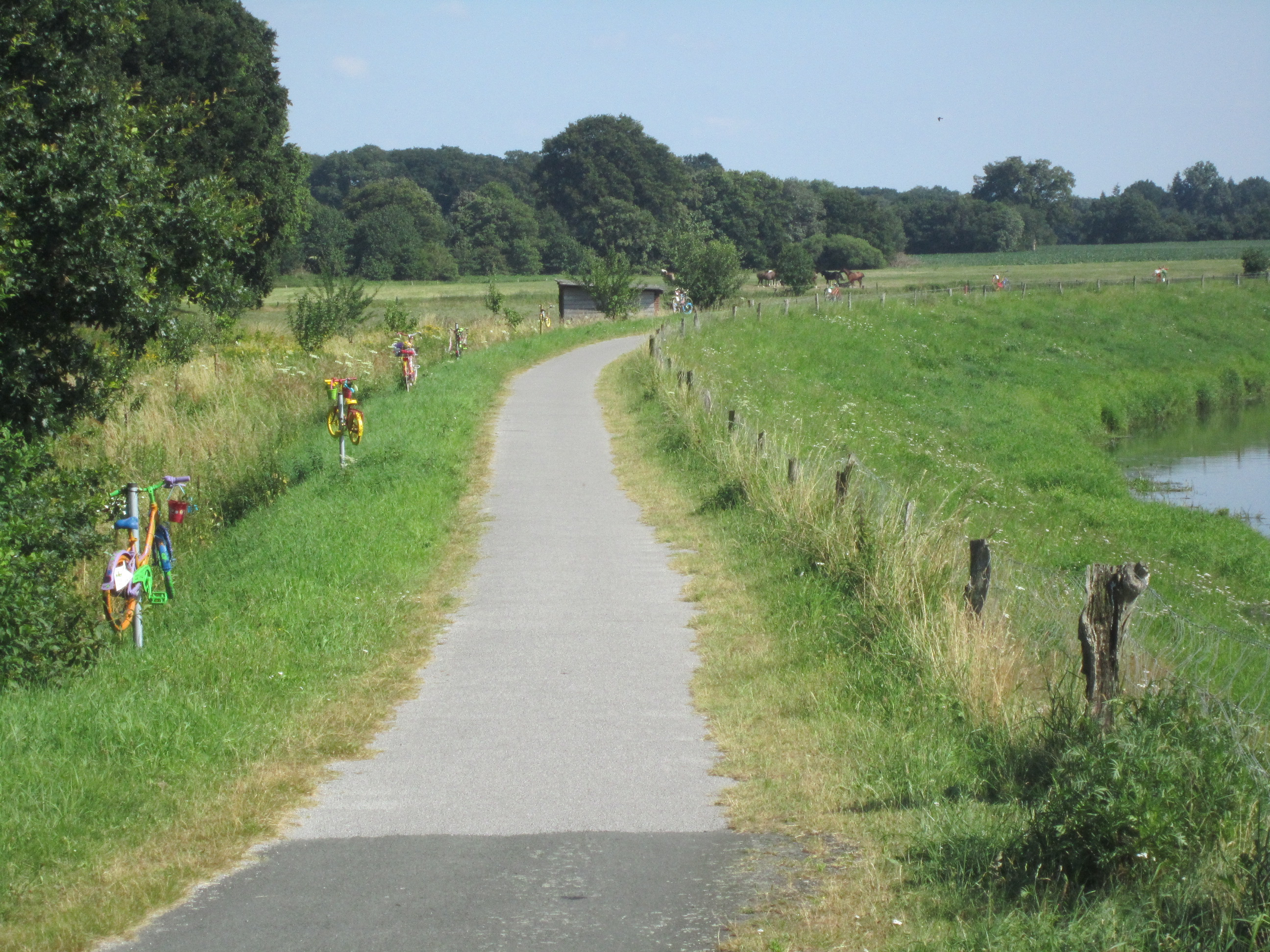
Hase-Randwanderweg in Löningen

Die Hase-Ems-Route beginnt an der Hasequelle bei Melle. In nördlicher Richtung führt die Route entlang der Hase. Rund einen Kilometer südwestlich von Gesmold erreicht man die Hasebifurkation. Ungefähr zwei Drittel des Wassers fließen weiter über die Hase der Ems zu. Das restliche Drittel wird über die Else und die Werre der Weser zugeführt. An der Bifurkation besteht direkter Anschluss an den Else-Werre-Radweg, welcher in Richtung Osten bis zur Weser in Bad Oeynhausen führt.
Über die Ausläufer des Teutoburger Waldes gelangt man nach Osnabrück und weiter nach Bramsche. Kurz vor Bersenbrück speist die Hase den Alfsee. Von Bersenbrück geht es in nördlicher Richtung weiter nach Quakenbrück. Hier verzweigt sich die Hase. Das Hase-Binnendelta ist ein Relikt der letzten Eiszeit. Nun, in nordwestlicher Richtung, dem Essener Kanal, der Lager Hase und der Großen Hase entlang, führt der Weg nach Löningen. In Löningen steht Deutschlands größte pfeilerlose Saalkirche. Der Weg durch das Hasetal ist gesäumt von zahlreichen Obstbäumen.
Die Route führt nun in westlicher Richtung in das Emsland. Bei Haselünne befindet sich der größte zusammenhängende Wacholderbestand Deutschlands, Grundlage für zahlreiche Schnapsbrennereien. Den Obstbaumbestand entlang der Route zu kartieren und zu schützen ist eines der Projekte der Internetplattform Mundraub. In Meppen mündet die Hase in die Ems. Flussaufwärts geht es in südlicher Richtung der alten Festungsstadt Lingen entgegen. Über Salzbergen erreicht man mit Rheine den Endpunkt der Hase-Ems-Tour. Osnabrück ist rund 55 Kilometer entfernt.

## Kunst entlang der Route

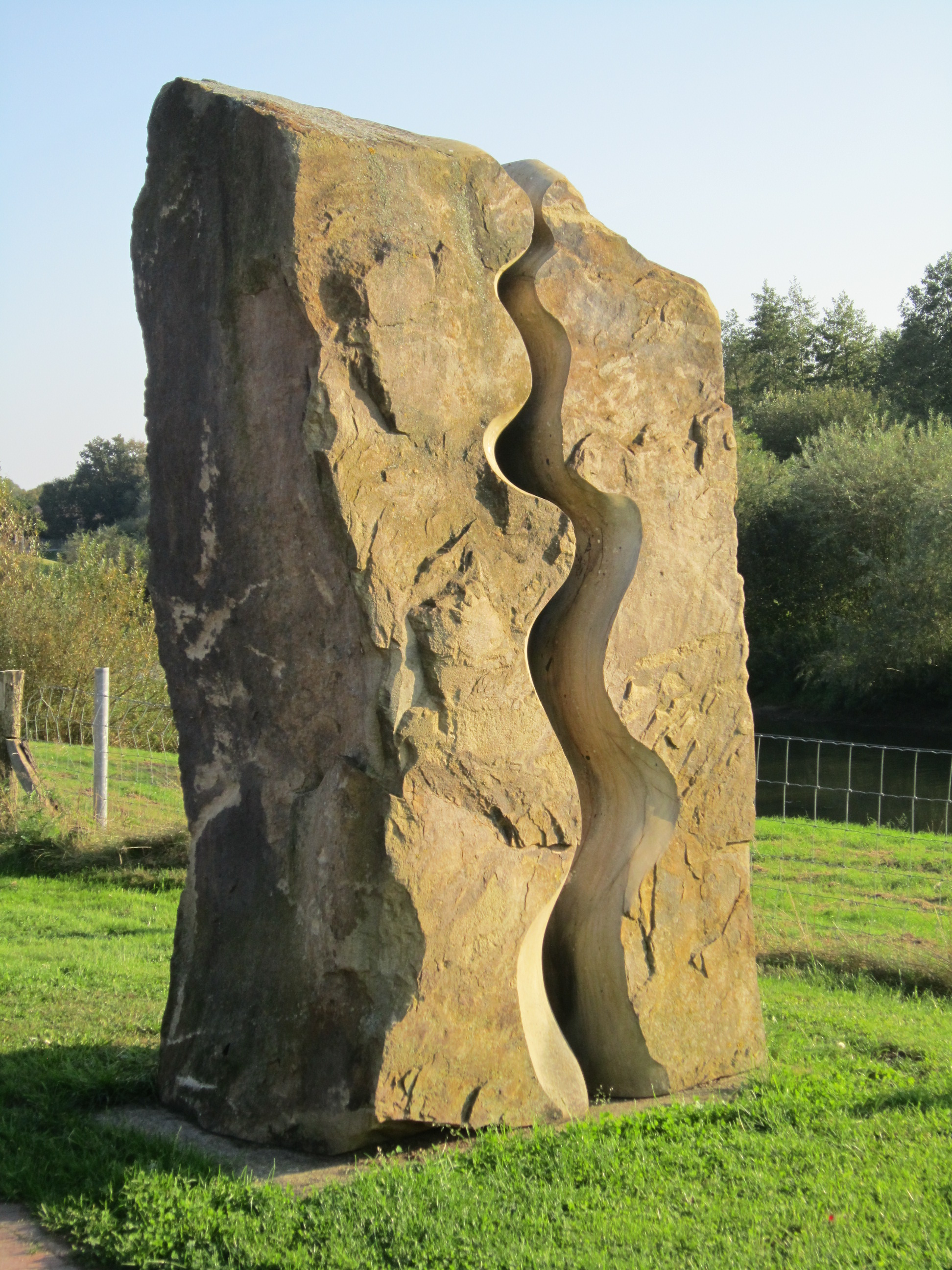
Skulptur „im fluss“ von Regine Meyer zu Strohe an der Lager Hase bei Essen

Entlang der Hase und der Lager Hase wurden am Rande der Hase-Ems-Tour in sieben Kommunen Skulpturen aufgestellt, und zwar in Bersenbrück, Quakenbrück, Essen (Oldenburg), Löningen, Herzlake, Haselünne und Meppen. Die „Hasetaler Kunstroute“ wurde vom 19. bis 21. August 2005 eröffnet.

## Entfernungen
- Melle – Osnabrück rund 30 km
- Osnabrück – Bersenbrück rund 55 km
- Bersenbrück – Löningen rund 55 km
- Löningen – Meppen rund 45 km
- Meppen – Lingen rund 40 km
- Lingen – Rheine rund 40 km
- (Rheine – Osnabrück rund 55 km)